# Покољ у Ми Лају
Покољ у Ми Лају је масовно погубљење вијетнамских цивила које извршила војска Сједињених Америчких Држава, 16. марта 1968. Процене о броју убијених особа се крећу од 347 (резултати истраге коју је спровела америчка влада) до 504 (на споменику жртвама покоља исписано је толико имена). Жртве су биле старости од једне до 82 године.

## Позадина
Чета Чарли, 1. батаљона, 20. пешадијског пука, 11. бригаде, 23. пешадијске дивизије је стигла у Јужни Вијетнам децембра 1967, три месеца пре дешавања у Ми Лају. Првих месеци јединица није учествовала у директним борбама против Вијет Конга, али је и поред тога имала губитке од 23 рањена и пет погинулих војника, који су страдали од замки и нагазних мина.
У склопу Тет офанзиве, 48. батаљон Народног фронта за ослобођење Јужног Вијетнама је извршио напад на Кван Нај. Напад је био одбијен и они су били приморани на повлачење. Војна обавештајна служба је дошла до сазнања да се 48. батаљон повукао ка селу Сон Ми и да се главнина снага скрива у том селу и у неколико суседних засеока, међу којима је био и Ми Лај. Америчке снаге су припремиле велику офанзиву на та села, у циљу проналажења и уништавања непријатељских јединица у њима.

## Извршење
Два вода чете Чарли, су отпочела напад нешто после осам часова, 16. марта 1968. након кратке артиљеријске припреме и напада хеликоптера. У селу нису наишли на било какав отпор нити је било ко узвратио ватру. Један вод којим је командовао поручник Вилијам Кели је отворио ватру на ненаоружане цивиле. То је искра која је довела до тога да војници почну са убијањем свега што се мицало, и људи и животиња. Први вод је у центру села окупио групу од 70 до 80 сељана. Поручник Кели је издао наређење својим људима да пуцају у цивиле а и сам се прикључио убијању. Према каснијим сведочењима, Кели је узимао пушке из руку оних који су одбили да слушају његова наређења и из њих убијао цивиле.
Други вод је у северном делу села побио још једну велику групу цивила, њих око 70. Трећи вод се нападу прикључио касније, са задатком да помогне у сламању даљег отпора. Они су учествовали у ликвидацији преосталих преживелих и рањеника.
Пре него што је напад опозван убијено је преко 500 цивила, међу којима је било жена и деце. Велики број убијених је бачен у канал за наводњавање. Многе жене су силоване, заробљени су били мучени а велики број њих је био и осакаћен. Војници су поред ватреног оружја користили бомбе и бајонете.
Током наредна два дана чета је учествовала у спаљивању села и уклањању лешева. У покољу је непосредно учествовао мали број војника, док се већина држала по страни и није покушала да спречи убијање. Они чак нису ни поднели жалбе, против оних који су поклали недужне цивиле, својим надређенима.
Током трајања акције један од војника је рањен. Он се упуцао у ногу сопственим пиштољем. Према једној верзији приче то се десило случајно, док је према другој то учинио намерно да не би учествовао у тим дешавањима.

## Истрага
Одмах након акције чета Чарли је добила похвале за сјајно обављен задатак. У извештајима је писало да је у борбама убијено 128 непријатељских војника и да је страдало 20 цивила. Светска јавност је за овај догађај сазнала тек новембра 1969. године када је новинар Симор Херш , објавио причу са ратним ветераном, Родом Рајденоуром, који је за догађај у Ми Лају чуо од војника из чете Чарли. Он је пре разговора са Хершом писао члановима Конгреса, Стејт департменту, председнику Никсону и Пентагону, захтевајући покретање истраге.

## Суђење
Пред војним судом је оптужено 14 официра. Већина оптужби је одбачена а осуђен је само поручник Кели. Он је осуђен на доживотну робију али је његова казна касније преиначена па је у кућном притвору провео три године.

## Последице
Овај догађај је довео до омасовљења антиратног покрета који је захтевао хитно повлачење војске из Вијетнама. Одржани су бројни протести широм света. Влада је готово у потпуности изгубила подршку за наставак рата, што је касније и довело до потпуног повлачења војске.
Први пут се једном официру судило по командној одговорности, па без обзира на то што је оптужба одбачена, то је представљало преседан.
1. ↑  http://www.politika.rs/sr/clanak/406973/Pravi-novinar-nista-ne-veruje-vlastima